# Challenger de Trieste 2021
El torneo Internazionali di Tennis Città di Trieste 2021 fue un torneo profesional de tenis. Perteneció al ATP Challenger Tour 2021. Se disputó sobre superficie de tierra batida en Trieste, Italia; desde el 26 de julio hasta el 1 de agosto de 2021.

## Jugadores participantes del cuadro de individuales
| Favorito | País                            | Jugador                 | Rank1 | Posición en el torneo |
| -------- | ------------------------------- | ----------------------- | ----- | --------------------- |
| 1        | Bandera de Bosnia y Herzegovina | Damir Džumhur           | 127   | Semifinales           |
| 2        | Bandera de Francia              | Antoine Hoang           | 144   | Segunda ronda         |
| 3        | Bandera de Argentina            | Tomás Martín Etcheverry | 166   | CAMPEÓN               |
| 4        | Bandera de Serbia               | Danilo Petrović         | 153   | Baja                  |
| 5        | Bandera de Italia               | Alessandro Giannessi    | 177   | Segunda ronda         |
| 6        | Bandera de Argentina            | Marco Trungelliti       | 192   | Primera ronda, retiro |
| 7        | Bandera de Alemania             | Maximilian Marterer     | 196   | Cuartos de final      |
| 8        | Bandera de Italia               | Thomas Fabbiano         | 202   | Primera ronda         |

- 1 Se ha tomado en cuenta el ranking del 19 de julio de 2021.

### Otros participantes
Los siguientes jugadores recibieron una invitación (wild card), por lo tanto ingresan directamente al cuadro principal (WC):
- Flavio Cobolli
- Luca Nardi
- Robin Haase

Los siguientes jugadores ingresan al cuadro principal tras disputar el cuadro clasificatorio (Q):
- Viktor Durasovic
- Pedro Sakamoto
- Timofey Skatov
- Thiago Agustín Tirante

## Campeones

### Individual Masculino
- Tomás Martín Etcheverry derrotó en la final a  Thiago Agustín Tirante, 6–1, 6–1

### Dobles Masculino
- Orlando Luz /  Felipe Meligeni Alves derrotaron en la final a  Antoine Hoang /  Albano Olivetti, 7–5, 6–7(6), [10–5]